# Expedition 36
Expedition 36 è stata la 36ª missione di lunga durata verso l'International Space Station (ISS). È la prima missione dell'astronauta italiano Luca Parmitano, nonché primo astronauta siciliano dell'ASI. Parmitano ha sperimentato nuove forme di carburante nello spazio, create dai ricercatori dell'Università di Napoli. La missione è ufficialmente terminata il 10 settembre 2013.

## Equipaggio
| Ruolo               | Maggio 2013                              | Maggio – Settembre 2013                  |
| ------------------- | ---------------------------------------- | ---------------------------------------- |
| Comandante          | Pavel Vinogradov, Roscosmos Quarto volo  | Pavel Vinogradov, Roscosmos Quarto volo  |
| Ingegnere di volo 1 | Aleksandr Misurkin, Roscosmos Primo volo | Aleksandr Misurkin, Roscosmos Primo volo |
| Ingegnere di volo 2 | Christopher Cassidy, NASA Secondo volo   | Christopher Cassidy, NASA Secondo volo   |
| Ingegnere di volo 3 |                                          | Fëdor Jurčichin, Roscosmos Quarto volo   |
| Ingegnere di volo 4 |                                          | Luca Parmitano, ESA Primo volo           |
| Ingegnere di volo 5 |                                          | Karen Nyberg, NASA Secondo volo          |

FonteNASA